# Susanne Riesch
Susanne Riesch (ur. 8 grudnia 1987 w Garmisch-Partenkirchen) – niemiecka narciarka alpejska, specjalistka konkurencji technicznych.

## Kariera
Po raz pierwszy na arenie międzynarodowej pojawiła się 2 grudnia 2002 roku podczas zawodów University Race w Kaunertal, gdzie nie ukończyła drugiego przejazdu w slalomie. W 2004 roku wystartowała na mistrzostwach świata juniorów w Mariborze, gdzie jej najlepszym wynikiem było siedemnaste miejsce w slalomie. Jeszcze dwukrotnie startowała na imprezach tego cyklu, najlepszy wynik osiągając podczas mistrzostw świata juniorów w Altenmarkt w 2007 roku, gdzie była piąta w slalomie.
W zawodach Pucharu Świata zadebiutowała 5 lutego 2006 roku w Ofterschwang, gdzie nie zakwalifikowała się do drugiego przejazdu w slalomie. Pierwsze pucharowe punkty zdobyła 11 listopada 2006 roku w Levi, zajmując piątą pozycję w tej samej konkurencji. Na podium zawodów PŚ po raz pierwszy stanęła 13 grudnia 2009 roku w Åre, gdzie slalom ukończyła na trzeciej pozycji. W zawodach tych wyprzedziły ją jedynie Sandrine Aubert z Francji oraz starsza siostra, Maria Riesch. W późniejszych startach jeszcze jeden raz stanęła na podium: 3 stycznia 2010 roku w Zagrzebiu ponownie była trzecia w slalomie. Tym razem uległa tylko Aubert i Austriaczce Kathrin Zettel. Najlepsze wyniki osiągnęła w sezonie 2009/2010, kiedy to w klasyfikacji generalnej zajęła 25. miejsce, a w klasyfikacji slalomu była siódma.
W 2010 roku wystartowała na igrzyskach olimpijskich w Vancouver, gdzie w slalomie po pierwszym przejeździe zajmowała czwarte miejsce. Do prowadzącej siostry traciła o 0,71 sekundy, jednak drugiego przejazdu nie ukończyła i ostatecznie nie była klasyfikowana. W tej samej konkurencji startowała także na mistrzostwach świata w Åre (2007), mistrzostwach świata w Val d’Isère (2009) i mistrzostwach świata w Garmisch-Partenkirchen (2011), jednak w każdym przypadku nie kończyła zawodów. W 2014 roku zakończyła karierę.
Jej siostra Maria Riesch również uprawiała narciarstwo alpejskie.

## Osiągnięcia

### Igrzyska olimpijskie
| Miejsce | Dzień     | Rok  | Miejscowość | Konkurencja | Czas biegu | Strata | Zwyciężczyni |
| ------- | --------- | ---- | ----------- | ----------- | ---------- | ------ | ------------ |
| DNF2    | 26 lutego | 2010 | Vancouver   | Slalom      | 1:42,89    | -      | Maria Riesch |

### Mistrzostwa świata
| Miejsce | Dzień     | Rok  | Miejscowość | Konkurencja | Czas biegu | Strata | Zwyciężczyni    |
| ------- | --------- | ---- | ----------- | ----------- | ---------- | ------ | --------------- |
| DNF1    | 16 lutego | 2007 | Åre         | Slalom      | 1:43,91    | -      | Šárka Záhrobská |
| DNF1    | 14 lutego | 2009 | Val d’Isère | Slalom      | 1:51,80    | -      | Maria Riesch    |
| DNF2    | 11 lutego | 2011 | Ga-Pa       | Slalom      | 1:45,79    | -      | Marlies Schild  |

### Mistrzostwa świata juniorów
| Miejsce | Dzień     | Rok  | Miejscowość | Konkurencja | Czas biegu | Strata | Zwyciężczyni          |
| ------- | --------- | ---- | ----------- | ----------- | ---------- | ------ | --------------------- |
| DNF1    | 13 lutego | 2004 | Maribor     | Gigant      | 2:21,39    | -      | Maria Riesch          |
| 17.     | 15 lutego | 2004 | Maribor     | Slalom      | 1:40,73    | +3,34  | Kathrin Zettel        |
| DNF1    | 4 marca   | 2006 | Québec      | Slalom      | 1:37,30    | -      | Maria Pietilä-Holmner |
| DNF1    | 7 marca   | 2006 | Québec      | Gigant      | 2:22,43    | -      | Tina Weirather        |
| 5.      | 11 marca  | 2007 | Altenmarkt  | Slalom      | 1:44,23    | +1,18  | Ilka Štuhec           |

### Puchar Świata

#### Miejsca w klasyfikacji generalnej
- sezon 2006/2007: 89.
- sezon 2007/2008: 81.
- sezon 2008/2009: 47.
- sezon 2009/2010: 25.
- sezon 2010/2011: 41.
- sezon 2013/2014: 91.

#### Miejsca na podium w zawodach chronologicznie
1. Åre – 13 grudnia 2009 (slalom) – 3. miejsce
2. Zagrzeb – 3 stycznia 2010 (slalom) – 3. miejsce